# Willi Mattes
Willi Mattes, född 4 januari 1916 i Wien, Österrike, död 30 juli 2002 i Salzburg, Österrike, var en tysk kompositör,  musiker och orkesterledare. Han var delvis verksam i Sverige och produktiv under pseudonymen Charles Wildman.

## Filmmusik i urval
- 1946 – Jag älskar dig, argbigga
- 1947 – Brott i sol
- 1948 – Banketten
- 1949 – Gatan
- 1949 – Singoalla
- 1950 – Två trappor över gården
- 1955 – Sommarflickan